# Segunda División de Chile 1964
Segunda División de Chile 1964 var 1964 års säsong av den nationella näst högsta divisionen för fotboll i Chile, som vanns av O'Higgins som således gick upp i Primera División (den högsta divisionen). Inget lag flyttades ner.

## Tabell
|  |     | Lag                   | Poäng | M  | V  | O  | F  | GM | IM | MSK |
|  | --- | --------------------- | ----- | -- | -- | -- | -- | -- | -- | --- |
|  | 1.  | O'Higgins             | 53    | 36 | 22 | 9  | 5  | 62 | 39 | +23 |
|  | 2.  | Lister Rossel         | 49    | 36 | 18 | 13 | 5  | 70 | 39 | +31 |
|  | 3.  | Deportes Temuco       | 44    | 36 | 17 | 10 | 9  | 61 | 46 | +15 |
|  | 4.  | San Antonio Unido     | 42    | 36 | 18 | 6  | 12 | 58 | 42 | +16 |
|  | 5.  | Trasandino            | 39    | 36 | 16 | 7  | 13 | 54 | 55 | -1  |
|  | 6.  | Ñublense              | 36    | 36 | 13 | 10 | 13 | 56 | 56 | +0  |
|  | 7.  | San Bernardo Central  | 33    | 36 | 10 | 13 | 13 | 34 | 40 | -6  |
|  | 8.  | UTE                   | 32    | 36 | 13 | 6  | 17 | 54 | 65 | -11 |
|  | 9.  | Luis Cruz Martínez    | 31    | 36 | 10 | 11 | 15 | 39 | 45 | -6  |
|  | 10. | Iberia-Puente Alto    | 30    | 36 | 11 | 8  | 17 | 54 | 64 | -10 |
|  | 11. | Municipal de Santiago | 29    | 36 | 9  | 11 | 16 | 44 | 54 | -10 |
|  | 12. | Colchagua Deportes    | 25    | 36 | 8  | 9  | 19 | 43 | 63 | -20 |
|  | 13. | Deportes Ovalle       | 25    | 36 | 8  | 9  | 19 | 45 | 66 | -21 |

|  | Uppflyttade till Primera División. |